# 데라사와 다이스케
데라사와 다이스케(寺沢大介, 1959년 6월 10일 ~)는 일본의 만화가이다. 효고현 고베시 출신으로 게이오기주쿠 대학에서 문학을 공부했다. 대학을 졸업할 때까지 만화를 그렸지만 만화가가 되겠다는 목표는 없었고 미술 공부를 한 적도 없었다. 졸업 후 일반 회사에 취직했지만 만원 전철에 시달리는 것이 싫어서 만화가로 전업했다고 밝혔다.
1985년 〈イシュク〉로 데뷔해, 이듬해부터 대표작 중 하나인 《미스터 맛짱》의 연재를 시작했다. 《미스터 초밥왕》, 《절대미각 식탐정》 등 요리를 소재로 한 만화를 다수 그리고 있다. 1996년 《미스터 초밥왕》으로 제20회 고단샤 만화상 소년부문을 수상했다. 2007년에는 일본국제교류기금 주최로 주한일본대사관 공보문화원에서 《식객》의 허영만 작가와 만나 대담을 가지기도 했다. 메밀 알레르기가 있어 메밀국수를 다루는 에피소드를 그렸을 때에는 주위 사람들에게 자문해서 그렸다고 한다.